# Liste der Biografien/Kii
Liste der Biografien |
Portal Biografien |
Personensuche
# |
A |
B |
C |
D |
E |
F |
G |
H |
I |
J |
K |
L |
M |
N |
O |
P |
Q |
R |
S |
T |
U |
V |
W |
X |
Y |
Z |
?
 
Ka |
Kb |
Kc |
Kd |
Ke |
Kf |
Kg |
Kh |
Ki |
Kj |
Kl |
Km |
Kn |
Ko |
Kp |
Kr |
Ks |
Kt |
Ku |
Kv |
Kw |
Ky |
Kx |
Kz
 
Kia |
Kib |
Kic |
Kid |
Kie |
Kif |
Kig |
Kih |
Kii |
Kij |
Kik |
Kil |
Kim |
Kin |
Kio |
Kip |
Kir |
Kis |
Kit |
Kiu |
Kiv |
Kiw |
Kix |
Kiy |
Kiz
Die Liste der Biografien führt alle Personen auf, die in der deutschsprachigen Wikipedia einen Artikel haben. Dieses ist eine Teilliste mit 24 Einträgen von Personen, deren Namen mit den Buchstaben „Kii“ beginnt.

## Kii
- Kii, Kanna, japanische Mangaka

### Kiia
- Kiiara (* 1995), US-amerikanische Sängerin und Songwriterin
- Kiiari, Bechir (* 1960), tunesischer Judoka

### Kiib
- Kiibus, Eva-Lotta (* 2003), estnische Eiskunstläuferin

### Kiic
- Kiick, Allie (* 1995), US-amerikanische Tennisspielerin

### Kiid
- Kiidron, Kaarel (* 1990), estnischer Fußballspieler

### Kiik
- Kiik, Heino (1927–2013), estnischer Schriftsteller
- Kiik, Tanel (* 1989), estnischer Politiker, Minister

### Kiil
- Kiil-Nielsen, Nicole (* 1949), französische Politikerin (Europe Écologie-Les Verts), MdEP
- Kiilerich, Karsten (* 1955), dänischer Regisseur, Drehbuchautor und Animator
- Kiilerich, Rebecca Rønde (* 1987), dänische Schauspielerin
- Kiili, Meelis (* 1965), estnischer Generalmajor und Politiker

### Kiim
- Kiim Jensen, Kasper (* 1981), dänischer Badmintonspieler
- Kiimalainen, Markku (* 1955), finnischer Eishockeyspieler

### Kiir
- Kiir Mayardit, Salva (* 1951), südsudanesischer Rebellenführer und PolitikerSalva Kiir Mayardit (* 1951)

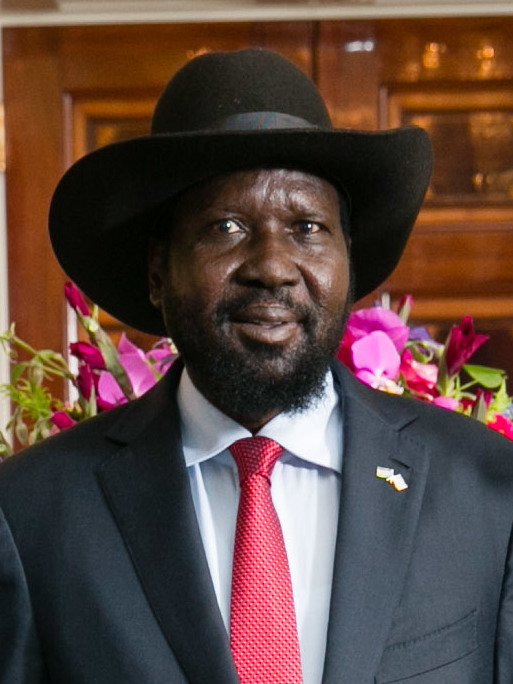
Salva Kiir Mayardit (* 1951)

### Kiis
- Kiiskilä, Risto (* 1947), deutscher Betriebswirt und Karateka
- Kiiskinen, Kalle (* 1975), finnischer Curler
- Kiiskinen, Risto (* 1956), finnischer Skilangläufer
- Kiiskinen, Tuomas (* 1986), finnischer Eishockeyspieler
- Kiisler, Siim-Valmar (* 1965), estnischer Politiker, Mitglied des Riigikogu
- Kiisman, Janek (* 1972), estnischer Fußballspieler
- Kiisseli, Kauko (1912–1981), finnischer Ringer

### Kiiv
- Kiivit, Jaan junior (1940–2005), evangelischer Theologe
- Kiivit, Jaan senior (1906–1971), estnischer evangelisch-lutherischer Theologe